# Brassac (Ariège)
Brassac (okzitanisch: Braçac) ist eine südfranzösische Gemeinde mit 621 Einwohnern (Stand: 1. Januar 2022) im Département Ariège in der Region Okzitanien (vor 2016: Midi-Pyrénées); sie gehört zum Arrondissement Foix und ist Mitglied im Gemeindeverband L’Agglo Foix-Varilhes. Die Einwohner werden Brassacois und Brassacoises genannt.

## Geografie

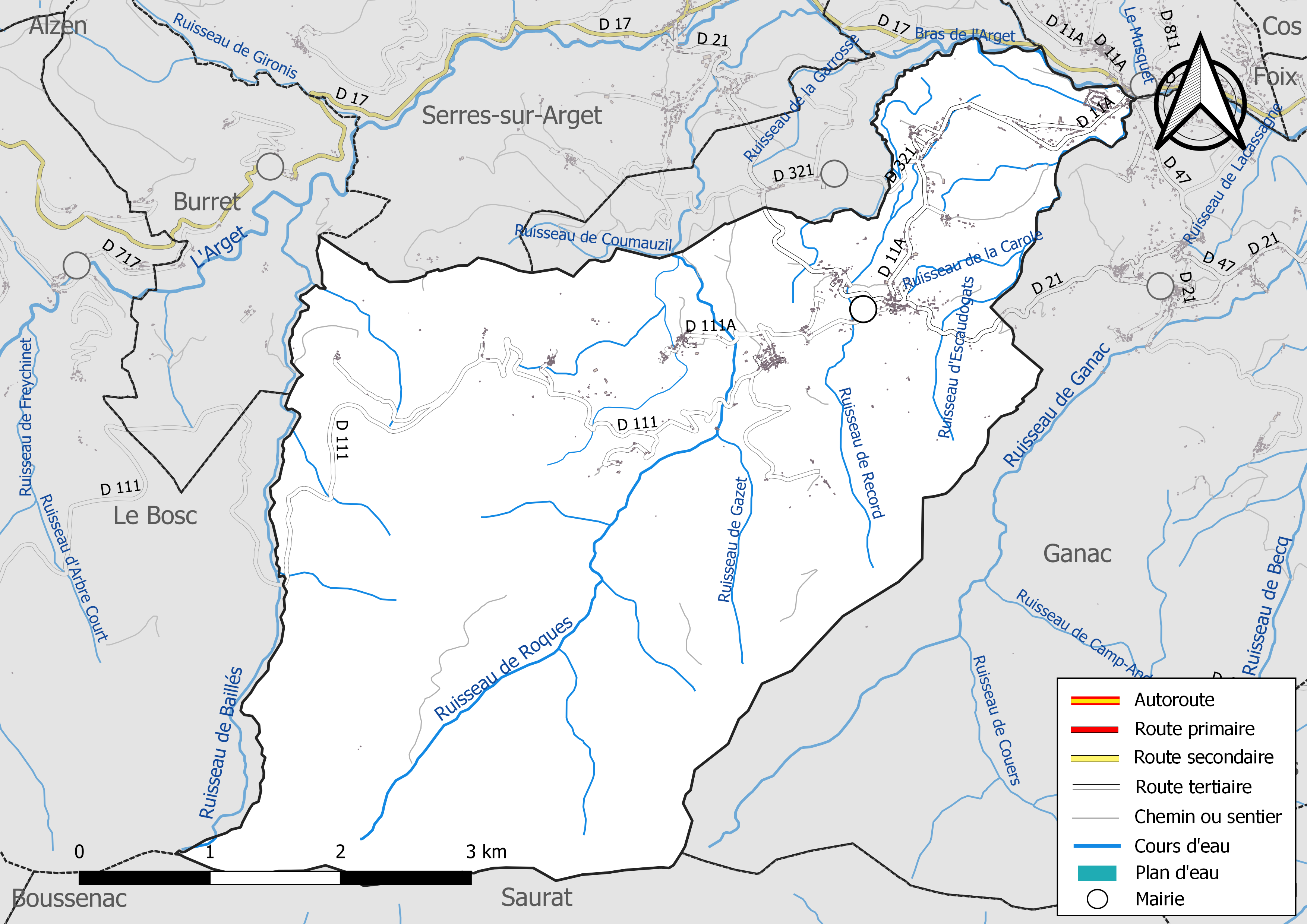
Gewässer und Infrastruktur der Gemeinde

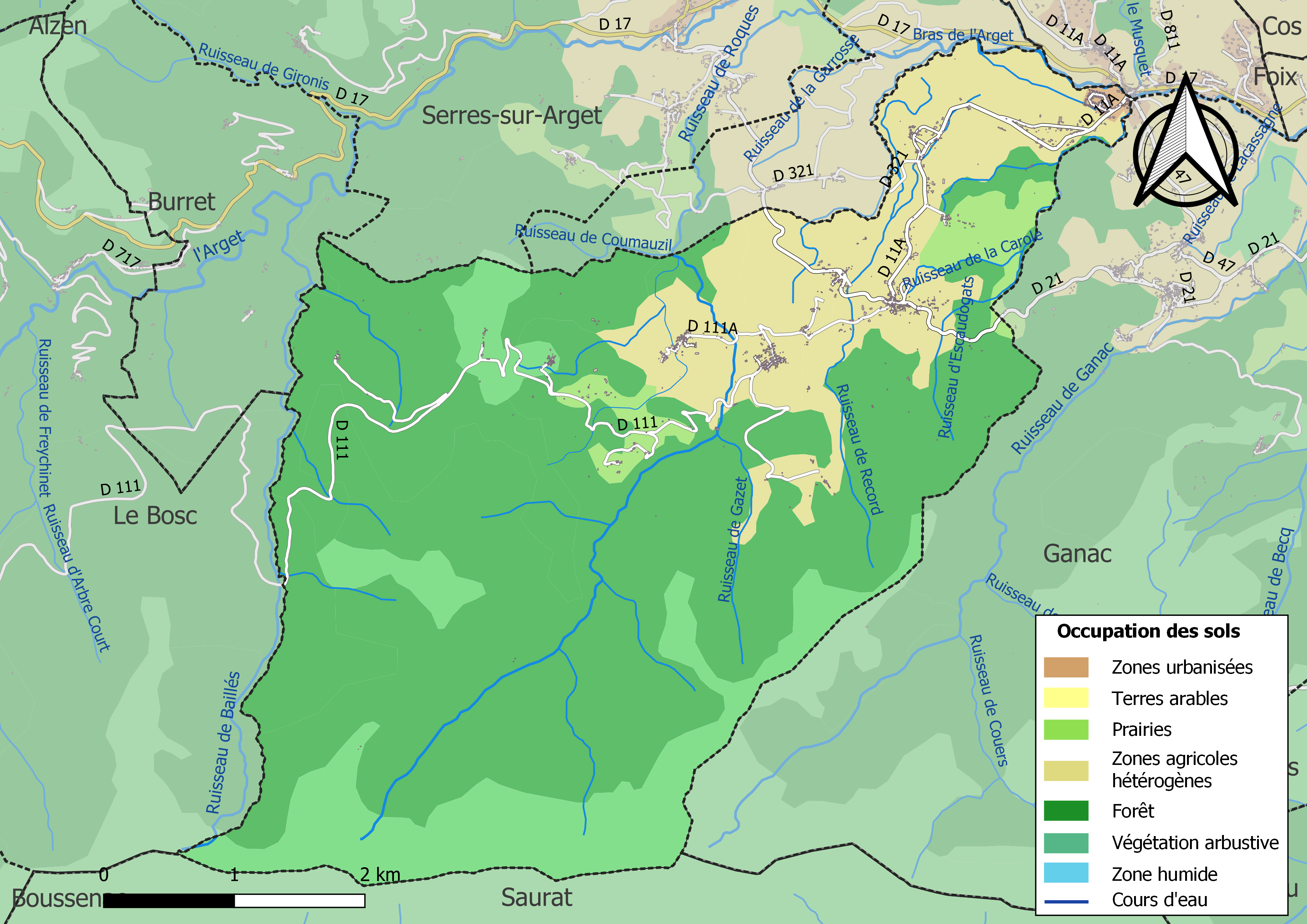
Bodennutzung und Infrastruktur der Gemeinde

Die Gemeinde ist historisch und kulturell Teil des Pays de Foix und liegt etwa 21 Kilometer südsüdwestlich von Pamiers sowie etwa acht Kilometer westsüdwestlich von Foix. Das Gebiet der Gemeinde liegt im Barguillère-Tal zwischen dem Plantaurel-Massiv im Norden und dem Arize-Massiv, dessen Kamm es im Süden begrenzt. Der Gipfel des Rocher de Batail (1716 m) liegt in unmittelbarer Nähe hinter der Gemeindegrenze.
Das Gemeindegebiet befindet sich im Einzugsgebiet der Garonne und wird vom Fluss Arget, dem Ruisseau de Baillés, dem Ruisseau de Roques, dem Ruisseau de Coumauzil, dem Ruisseau de Gazet, dem Ruisseau de Goute-Male, dem Ruisseau de la Carole, dem Ruisseau de Record, dem Ruisseau d’Escaudogats, dem Ruisseau des Estapies und von verschiedenen kleinen Bächen entwässert.
Das Gemeindegebiet ist Teil des Regionalen Naturpark Pyrénées Ariégeoises und von vier ZNIEFF-Naturzonen. 78 % der Fläche der Gemeinde sind bewaldet oder naturbelassen, 18 % werden landwirtschaftlich genutzt.
Umgeben wird Brassac von den Nachbargemeinden Serres-sur-Arget und Bénac im Norden, Saint-Pierre-de-Rivière im Nordosten, Ganac im Osten, Saurat im Süden, Le Bosc im Westen sowie Burret im Nordwesten.

## Bevölkerungsentwicklung
| Jahr                       | 1962 | 1968 | 1975 | 1982 | 1990 | 1999 | 2006 | 2013 | 2021 |
| Einwohner                  | 428  | 408  | 339  | 530  | 555  | 584  | 599  | 642  | 621  |
| Quellen: Cassini und INSEE |      |      |      |      |      |      |      |      |      |

## Sehenswürdigkeiten

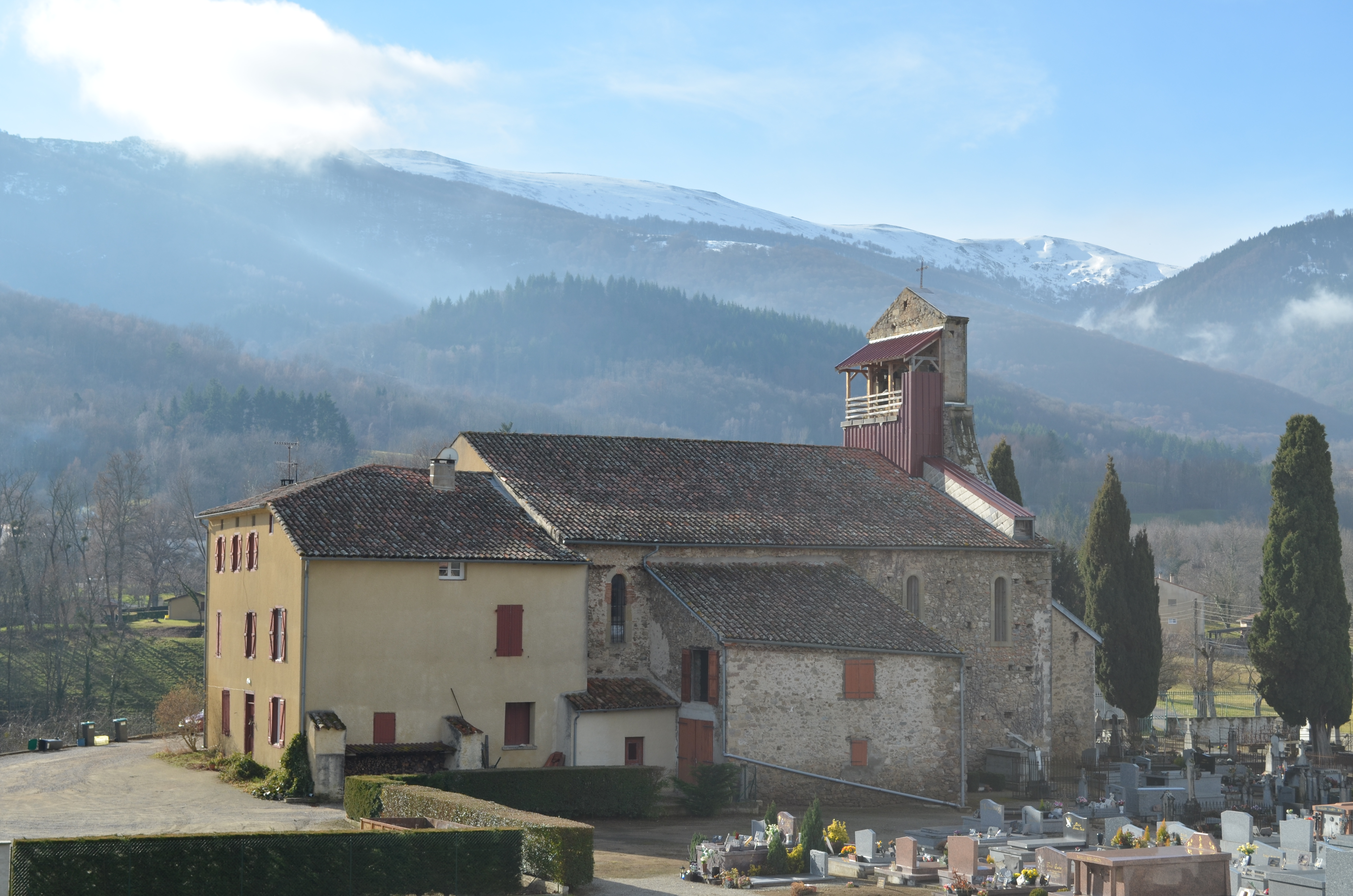
Kirche Saint-Étienne
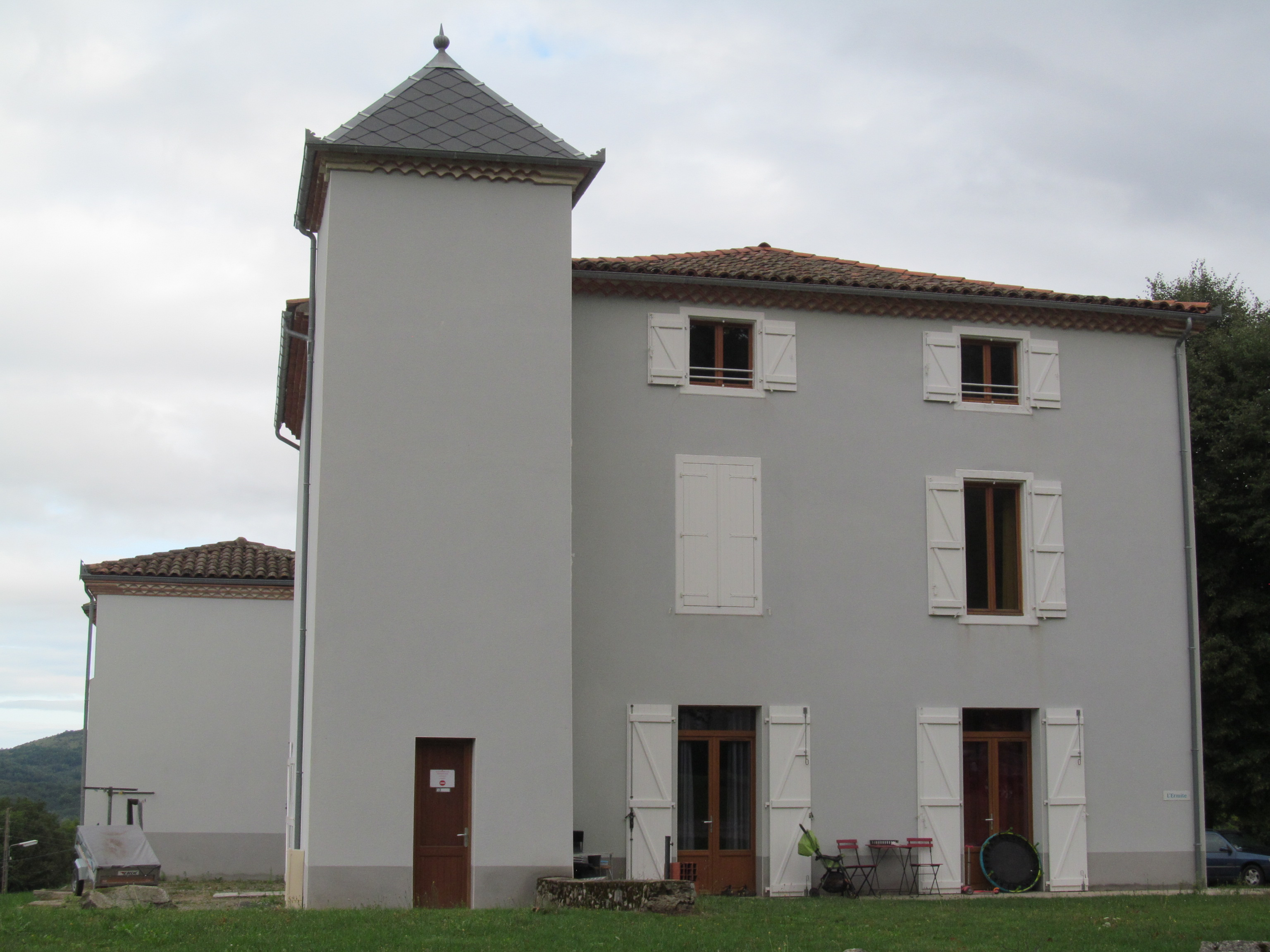
Schloss Brassac
- Burg, im 16. Jahrhundert zum Schloss umgestaltet, Turm aus dem 12. Jahrhundert
- Teufelsbrücke
- Waschhaus von 1921

- Kirche Saint-Étienne
- Schloss Brassac